# Robledillo de la Vera
Robledillo de la Vera település Spanyolországban, Cáceres tartományban. Robledillo de la Vera Losar de la Vera és Jarandilla de la Vera községekkel határos. Lakosainak száma 259 fő (2024).

## Népesség
A település népessége az elmúlt években az alábbi módon változott:
| Lakosok száma | 316  | 324  | 318  | 305  | 305  | 312  | 288  | 265  | 262  | 259  |
|               | 2001 | 2004 | 2006 | 2009 | 2011 | 2014 | 2016 | 2019 | 2021 | 2024 |